# Sefwi Wiawso

Sefwi Wiawso (eller bara Wiawso) är en ort vid Tanofloden i sydvästra Ghana. Den är huvudort för distriktet Sefwi Wiawso och hade 10 832 invånare vid folkräkningen 2010. Orten är sammanvuxen med Dwinase och Kokokrom i norr, och denna tätort hade 21 712 invånare 2010. Utöver detta ligger ett antal samhällen inom bara någon kilometers avstånd runt Sefwi Wiawso, som Aboduam, Amafie, Anwiam, Bosomoiso och Sefwi Ewasie.